# Blackface

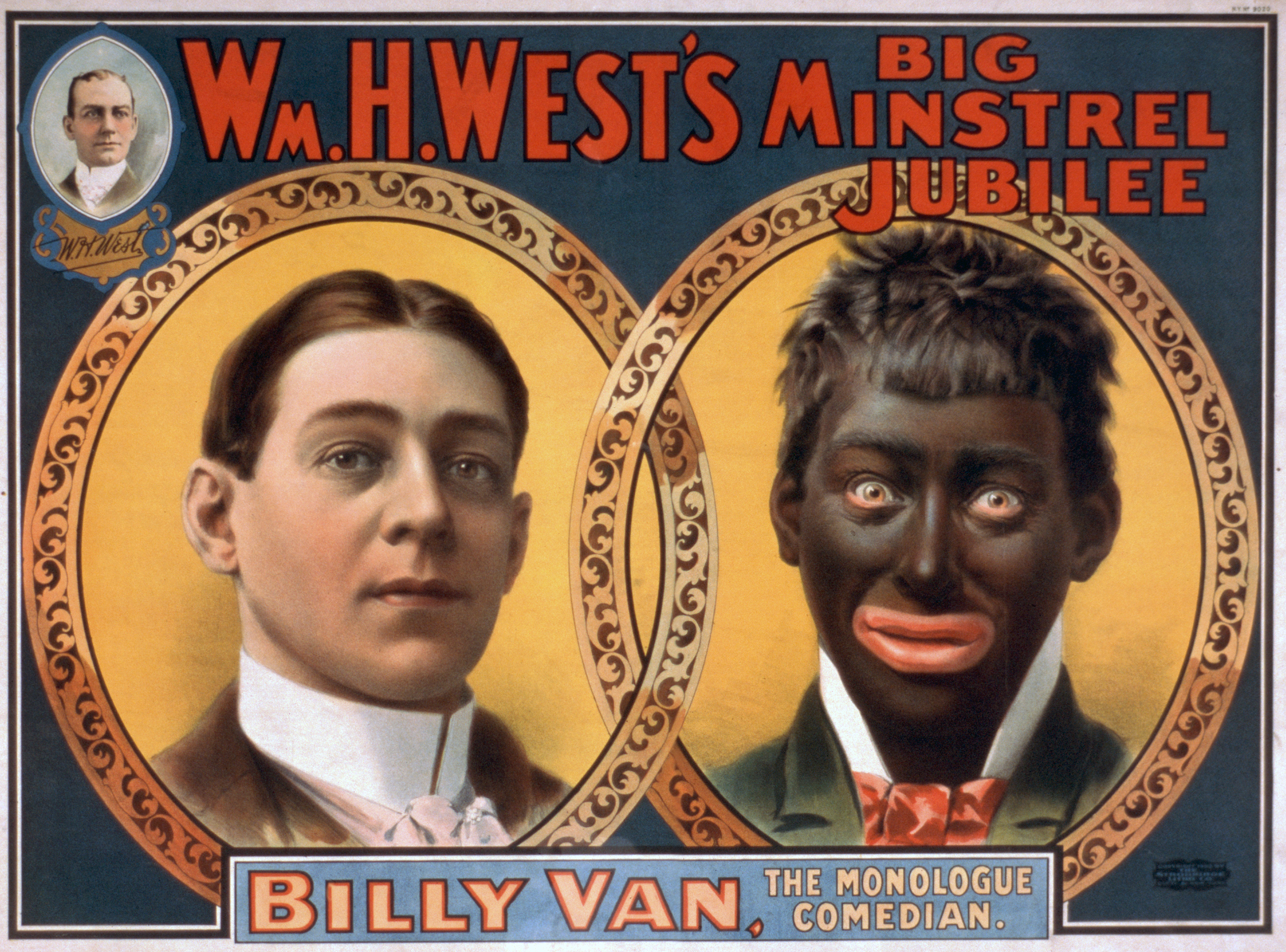
Poster van een minstrel-optreden door de komiek Billy Van uit 1900

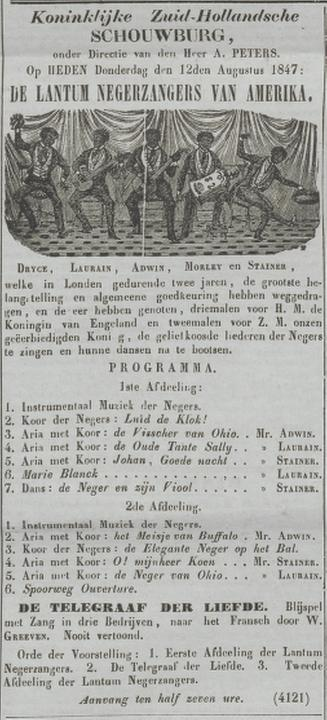
"Lantum Negerzangers van Amerika" in Nederland in 1847

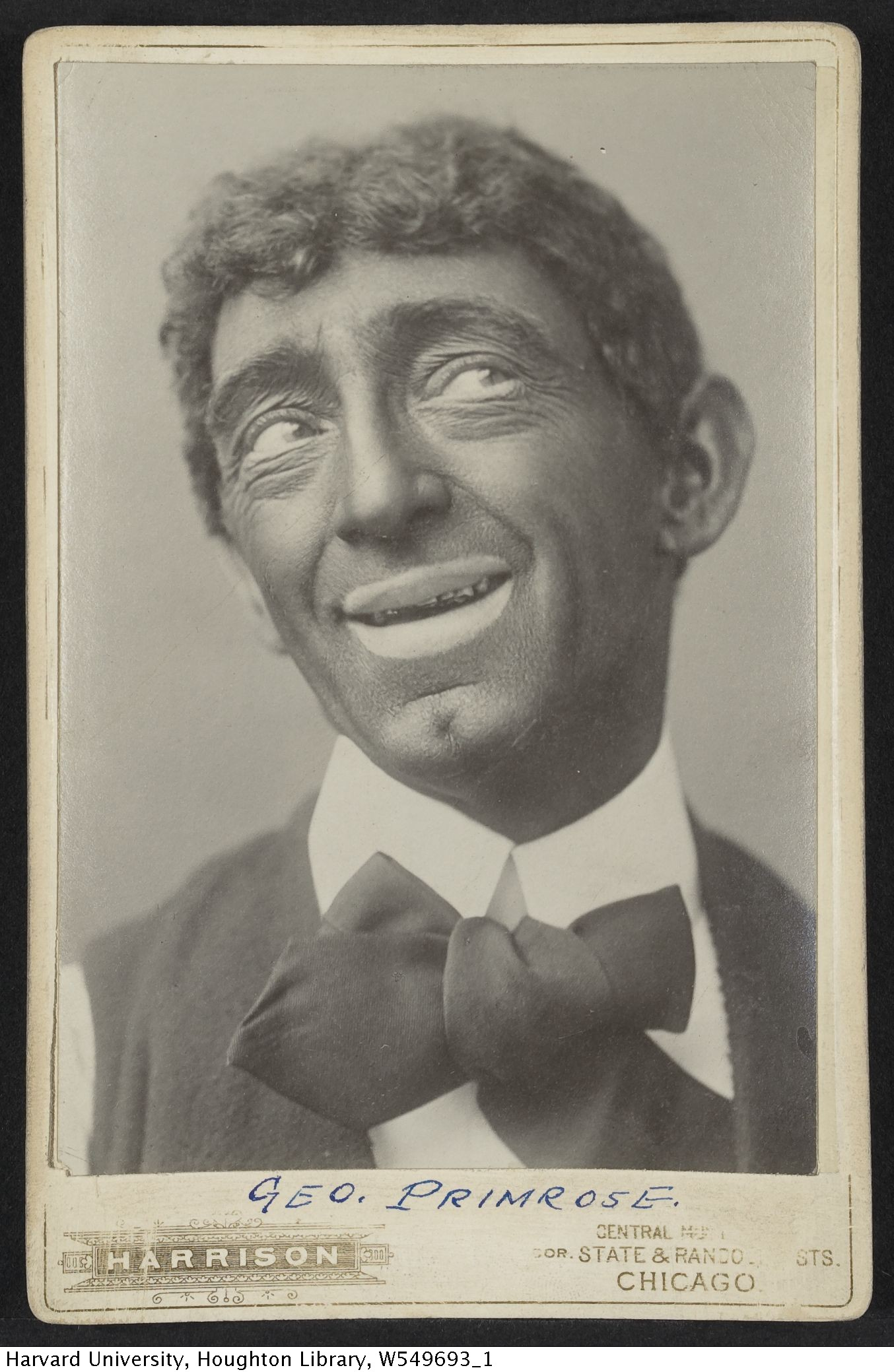
Blanke minstrelacteur George Primrose in blackface, 1919 of eerder

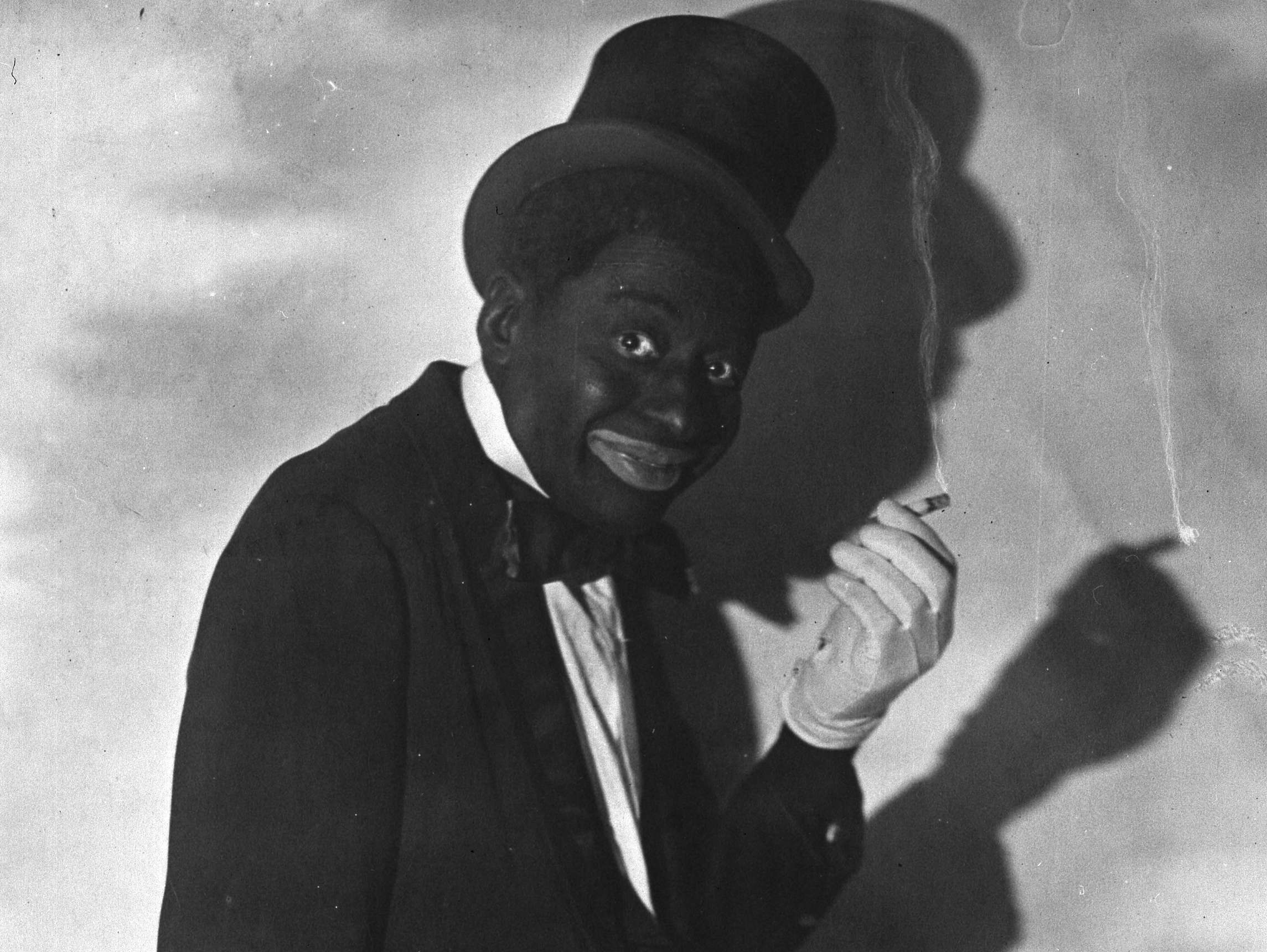
Afro-Amerikaanse acteur Bert Williams met blackface-visagie in 1921

Blackface is de praktijk van het zwart opmaken van een gezicht die in theatervoorstellingen in de Verenigde Staten werd gebruikt om een karikatuur van een Afro-Amerikaanse slaaf op te voeren, gewoonlijk door en voor animatie van blanken. De praktijk wordt daar als racistisch en zeer controversieel beschouwd.
In de Verenigde Staten werd blackface ten tijde van de slavernij gebruikt in minstreltheatershows om Afrikaanse plantageslaven uit de zuidelijke staten als typetje uit te beelden. Met zang en dans werd dit genre vanaf 1828 populair met de introductie door de entertainer Thomas Rice van het luie typetje Jim Crow met het nummer Jump, Jim Crow. Er werden door verschillende blanke acteurs al snel meerdere stereotypen in shows neergezet en er ontstond een eigen muziekgenre.
De acteurs gebruikten gebrande kurk en later schmink of schoensmeer om hun huid zwart te maken. Rond de mond werd het wit gelaten om de lippen te benadrukken en het een clownesk karakter te geven. Ze droegen vaak wollige pruiken, handschoenen, slipjassen en gerafelde kleren om de transformatie tot een plantageslaaf compleet te maken. De acteurs in blackface waren blank, omdat Afro-Amerikanen aanvankelijk niet op het toneel mochten optreden. Later zijn ook zwarte artiesten in blackface gaan optreden waaronder Bert Williams. Het gaf hun de mogelijkheid op het toneel te staan. Naar het typetje Jim Crow zijn de Amerikaanse rassenwetten vernoemd die na de Amerikaanse Burgeroorlog bij de afschaffing van de slavernij werden ingevoerd en de rassensegregatie in stand hielden. De wetten zijn uiteindelijk in 1964 afgeschaft, waarbij Jim Crow door de Amerikaanse burgerrechtenbeweging symbolisch begraven werd.
Thomas Rice verbleef ook enige tijd in Engeland en ook daar verwierf het genre populariteit. Na de invoering van gelijke rechten en het mogen optreden van Afro-Amerikanen in theaters is het optreden in blackface in de Verenigde Staten en Engeland beladen.
In de Verenigde Staten wordt aanstoot genomen aan tradities elders in de wereld met zwart geschminkte personen, vanwege een gelijkenis met blackface: Driekoningen in Spanje, Hajji Firuz in Iran en Zwarte Piet in Nederland zijn hier voorbeelden van. Binnen Nederland is het controversieel om Zwarte Piet met blackface te vergelijken vanwege de andere geschiedenis.
Afgeleid van blackface worden in de Verenigde Staten de termen brownface, yellowface en redface gebruikt voor acteurs die respectievelijk een rol spelen als latino, Aziaat of indiaan. Ook rond digitale animatie ontstaat soms controverse zoals in 2016 over Snapchat's Bob Marley filter, waarmee gebruikers aan hun gezichten een donkere huid, dreadlocks en een muts konden toevoegen.

## Doorbraak Afro-Amerikaanse cultuur
In de Verenigde Staten legde blackface, weliswaar met een vervormd wereldbeeld, de basis voor de doorbraak van de Afro-Amerikaanse cultuur. De culturele toe-eigening, uitbuiting en culturele assimilatie van de Afro-Amerikaanse cultuur door het gebruik van blackface en de multi-etnische samenwerkingen die eruit volgden, gaven mede vorm aan de hedendaagse Amerikaanse popcultuur.